# Салманово
Салманово е село в Североизточна България. То се намира в община Шумен, област Шумен.

## География
Салманово е разположено в близост до десния бряг на река Голяма Камчия.

## История
Археологически разкопки на Рафаил Попов през 1914 върху Деневата могила на 2 км югоизточно от селото, върху северния склон на естественото възвишение Бакаджик, разкриват селищна могила, населявана през халколита, с диаметър около 50 м и височина 4,5 м, разположена на брега на река Голяма Камчия. Идентифицирана е и втора селищна могила от халколита – Борис Павльовата или Дядо Геровата могила, разположена на 2 км северозападно от селото, върху естествено възвишение, между Голяма Камчия и неин малък приток. На 2 км южно от селото в местността Таш кюпрю (на турски: каменен мост), са налице данни за друго селище от халколита. То се намира по посока на село Суха река, на брега на малък приток на Голяма Камчия на 100 м от микроязовир.

## Население
Численост на населението според преброяванията през годините:
| \| Година на преброяване \| Численост \| \| --------------------- \| --------- \| \| 1934 \| 1680 \| \| 1946 \| 1699 \| \| 1956 \| 1482 \| \| 1965 \| 1555 \| \| 1975 \| 1462 \| \| 1985 \| 1129 \| \| 1992 \| 1014 \| \| 2001 \| 931 \| \| 2011 \| 750 \| \| 2021 \| 661 \| |           |
| Година на преброяване | Численост |
| 1934 | 1680      |
| 1946 | 1699      |
| 1956 | 1482      |
| 1965 | 1555      |
| 1975 | 1462      |
| 1985 | 1129      |
| 1992 | 1014      |
| 2001 | 931       |
| 2011 | 750       |
| 2021 | 661       |

### Етнически състав

#### Преброяване на населението през 2011 г.
Численост и дял на етническите групи според преброяването на населението през 2011 г.:
|                     | Численост | Дял (в %) |
| Общо                | 750       | 100,00    |
| Българи             | 463       | 61,73     |
| Турци               |           |           |
| Цигани              | 270       | 36,00     |
| Други               | 8         | 1,06      |
| Не се самоопределят |           |           |
| Неотговорили        | 3         | 0,40      |

## Религии
В селото е изграден православен храм Свети Димитър

## Личности
- Данчо Димитров (1911 – 1991) – политик от БКП

## Редовни събития
Ежегодно в Салманово се провежда събор под наслов „Ден на динята“. Празнува се в последната неделя на месец август.
Поради близостта на селото до река Голяма Камчия тук е развито зеленчукопроизводството. Районът е известен със селектираната от години т.нар. Салманска диня.
Българските обичаи през август са посветени на природата, растенията, билките, водите, слънцето. Съхранените традиции, с които се почита майката-природа са сериозен ресурс за развитие на културен и селски туризъм, и създаване на нови туристически продукти в региона-Камчийската долина-долина на Аспаруховите наследници. През 2012 година ще празнуваме за 25-и пореден път. Юбилей, който трябва до посрещнем подобаващо. Въвеждане на нови съвременни форми и събития в рамките на Празника и налагането им като „АРТ код-Салманово“.
Разширяване обхвата на темата „Динята“ с близки теми, свързани и с другите плодове и зеленчуци, дарове на природата в Камчийската долина и интеграцията им чрез традиции и съвременни арт форми, продукти и туристически атракции.